# Thomas Pride
Thomas Pride, död 23 oktober 1658, var engelsk överste på parlamentets sida under det andra engelska inbördeskriget. Där deltog han bland annat i slaget vid Preston 1648. Pride är dock mest känd för "rensningen" (Pride's Purge) av det långa parlamentet i december 1648. Utrensningen var början på det så kallade rumpparlamentet som utfärdade dödsdomen över kung Karl I. Pride var en av dem som skrev under och satte sitt sigill på Karl I:s dödsdom.